# Le Baron de l'écluse (film)
Pour les articles homonymes, voir Le Baron de l'écluse (homonymie).
Pour plus de détails, voir Fiche technique et Distribution.
Le Baron de l'écluse est un film franco-italien de Jean Delannoy, sorti en 1960.

## Synopsis

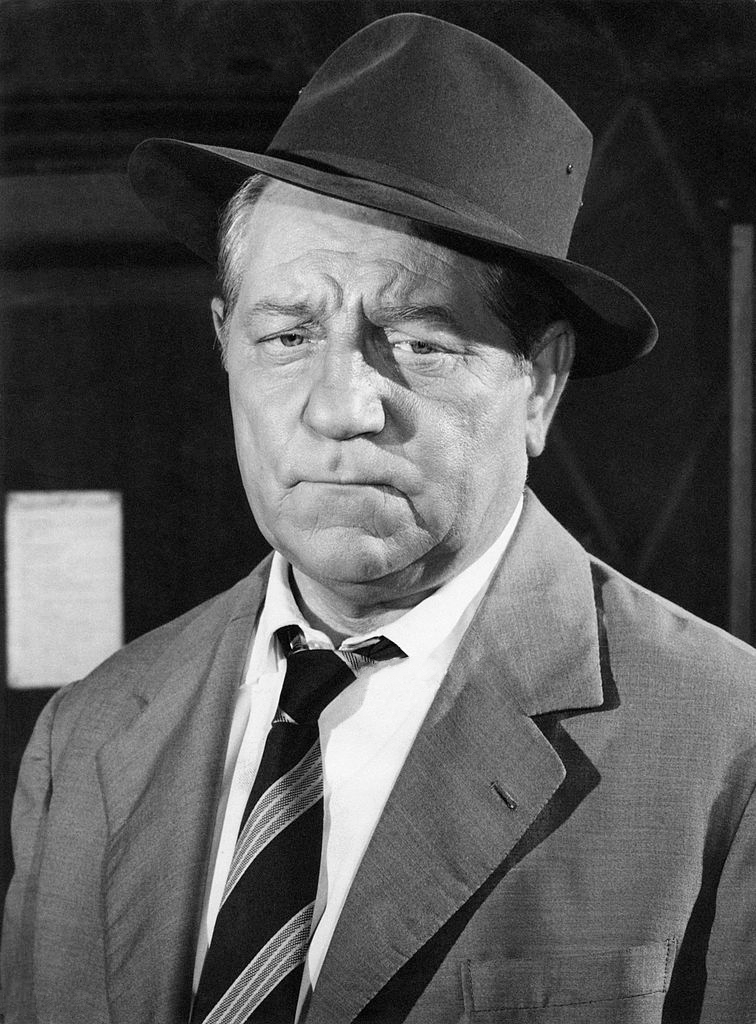
Jean Gabin interprète le baron Jérôme Napoléon Antoine.

Héros de la guerre 1914-1918, baron désargenté et joueur invétéré, Jérôme Napoléon Antoine mène une vie de palaces grâce à ses relations fortunées. La chance lui sourit au casino de Deauville. Au baccara, il gagne plus d'un million aux dépens de Saddokan, un mufle milliardaire et lui enlève Perle, une exquise jeune femme qui fut son ancienne flamme dix ans auparavant. Il gagne onze millions auprès du marquis de Villamayor qui le paye partiellement avec un yacht, l'Antarès et promet de lui verser le solde de deux millions. 
Le baron prend possession du navire à Rotterdam et décide de se rendre à Monaco par les eaux intérieures. L'argent faisant à nouveau défaut, lui et Perle se trouvent en panne sèche à l'écluse de Vernisy. N'ayant plus même de quoi manger, ils vont devoir trouver des expédients : Perle va déjeuner dans un restaurant où elle fait la connaissance d'un riche négociant en champagne, Maurice Montbernon. Celui-ci, conquis, va la demander en mariage, ce qu'elle va accepter.
Jérôme, quant à lui, est séduit par Maria la patronne du Café de la Marine et caresse un moment l'idée d'une vie rangée. Mais le mandat de deux millions arrive et le baron repart sur son yacht à destination de Monaco, après avoir reconnu qu'une honnête femme comme Maria ne mérite pas un homme comme lui.

## Fiche technique
- Titre original française : Le Baron de l'écluse
- Titre italien : Il barone
- Réalisation : Jean Delannoy
- Scénario : Maurice Druon d'après la nouvelle du même nom de Georges Simenon
- Adaptation : Maurice Druon, Jean Delannoy
- Dialogues : Michel Audiard
- Musique : Jean Prodromidès
- Photographie : Louis Page, assisté de Marc Champion
- Montage : Henri Taverna, assisté de Ginou Dodard (ou) Simon Godard
- Décors : René Renoux, assisté de Pierre Tyberghen
- Costumes : Monsieur Gabin est habillé par Opelka - Mademoiselle Presle est habillée par Pierre Balmain
- Cameraman : Henri Tiquet
- Assistant opérateur : Marc Champion
- 1er assistant réalisateur : Alain Boudet
- 2e assistant réalisateur : Joseph Drimal
- Script-girl : Claude Vériat
- Régisseur général : Eric Geiger
- Assistant décorateur : Pierre Tyberghein
- Régisseurs d'extérieurs : Roger Joint, Louis Seuret
- Photographe : Marcel Dole
- Son : Jean Rieul
- Maquillage : Marcel Bordenave
- Prises de vues aériennes réalisées avec le concours de l'Aéroclub de Deauville
- Chef de production : Jean-Paul Guibert, Robert Gascuel
- Directeur de production : Claude Hauser
- Sociétés de production : Filmsonor - Intermondia Films - Cinetel (Paris), Vides Cinematografica (Rome) - Franco Italienne
- Distribution : Cinédis
- Période de prises de vues : 12 octobre au 12 décembre 1959
- Enregistrement : Western Electric
- Pellicule magnétique : Pyral
- Pays de production :  France -  Italie
- Format : noir et blanc - mono - 35 mm
- Genre : comédie
- Durée : 95 minutes
- Date de sortie[1] : 
  - France : 13 avril 1960
  - italie : 1er août 1960
- Visa de contrôle : 22.531

## Distribution
- Jean Gabin : le baron Jérôme Napoléon Antoine
- Micheline Presle : Perle Germain-Joubert
- Jacques Castelot : le marquis de Villamayor
- Aimée Mortimer : Gabrielle Bonnetang
- Jean Constantin : le prince Héliakim Saddokan
- Robert Dalban : Guillaume, responsable de l'aéro-club
- Jacques Hilling : un surveillant du casino
- Pierre-Louis : Georges, le barman
- Alexandre Rignault : Firmin, l'éclusier
- Dominique Boschero : la nouvelle amie de Saddokan
- Charles Bouillaud : Émile, l'employé du casino
- Émile Genevois : un client de l'auberge
- Gabriel Gobin : Valentin, un joueur de l'auberge
- Georges Lycan : le matelot du yacht
- Cécyl Marcyl : la vieille dame du baptême de l'air
- Albert Michel : un client de l'auberge
- Raphaël Patorni : le chef de réception de l'hôtel de Deauville
- Jimmy Perrys : M. Camille, le restaurateur
- Olga Valery : Pénélope, la femme du marquis
- Louis Seigner[a] : Léon Duval, propriétaire de chevaux
- Jean-Pierre Jaubert : Paulo
- Blanchette Brunoy : Maria Vilandier, l'aubergiste
- Jean Desailly : Maurice Montbernon
- Charles Lemontier : un garçon du casino (non crédité)
- Robert Le Béal : un joueur de golf (non crédité)
- Henri Coutet : le fils de la vieille dame du baptême de l'air (non crédité)
- Louis Bugette : le conseiller de Saddokan (non crédité)
- Bruno Balp : Marcel, le mécano de l'aéro-club (non crédité)
- Jean-Pierre Zola : un joueur au casino (non crédité)
- Dominique Marcas : la bru de la vieille dame du baptême de l'air (non créditée)
- Florence Brière : la receveuse des postes (non créditée)
- Corrado Guarducci : Il Commendatore (non crédité)
- Geymond Vital : La Ramée, ancien piqueur du baron et sonneur de trompe de chasse (non crédité)
- René Hell : un client de l'auberge (non crédité)
- Robert Balpo : un client de l'auberge (non crédité)
- Édouard Francomme : un client de l'auberge (non crédité)
- Yvon Sarray : un client de l'auberge (non crédité)
- Bernard Musson : le portier du casino (non crédité)
- Henri Guégan : le marinier belge (non crédité)
- Louisette Rousseau : la femme de l'éclusier (non créditée)
- Roger Lecuyer : un homme à la vente des chevaux et un joueur chez le marquis (non crédité)
- Christine Calvi (non créditée)
- Michel Vocoret (non crédité)
- Gilette Barbier : une cliente du Café de la Marine (non créditée)

## Production

### Lieux de tournage

#### Village de Vernisy

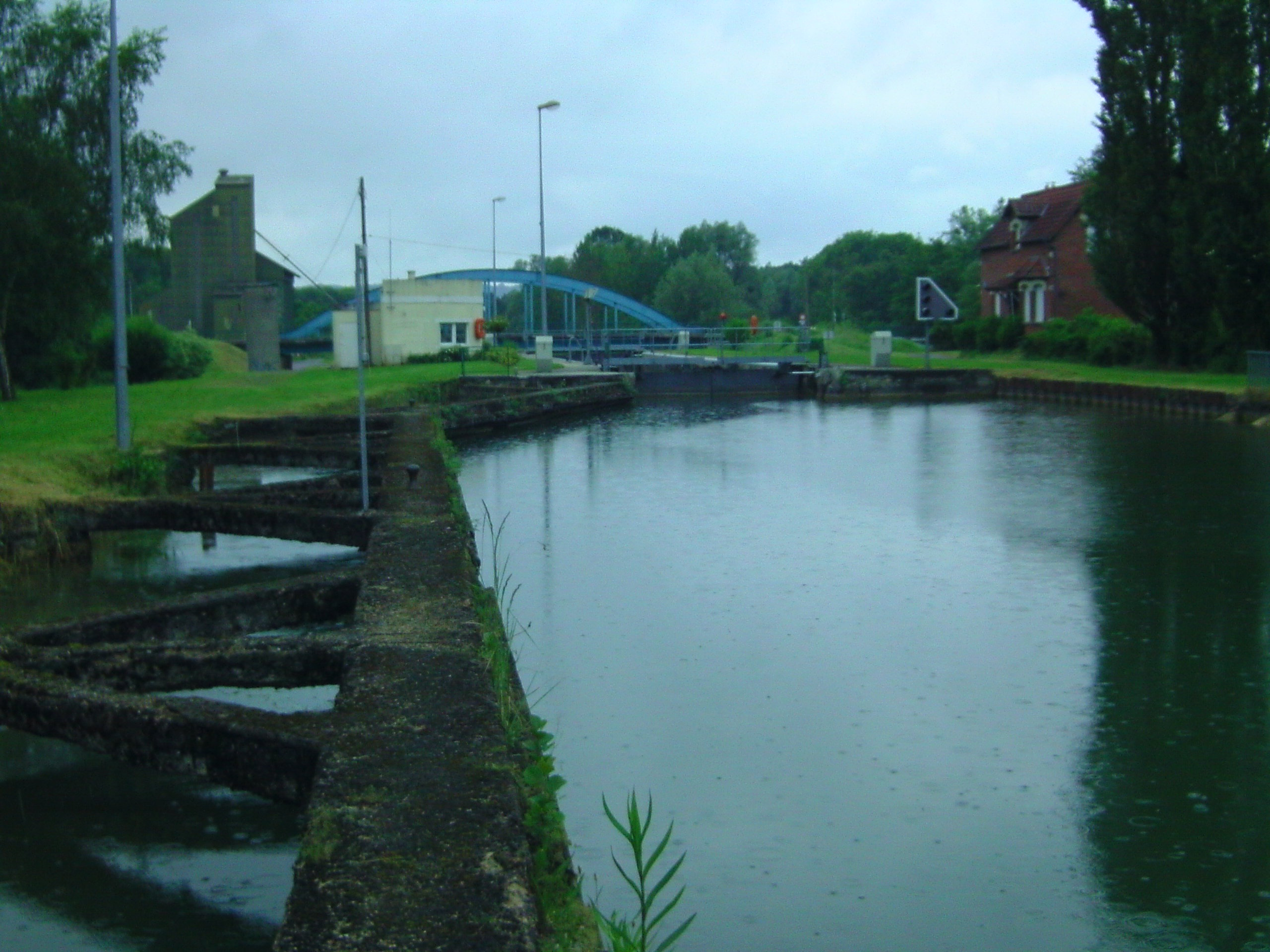
Emplacement ou l'Antares est amarré avant l'écluse (en 2016).

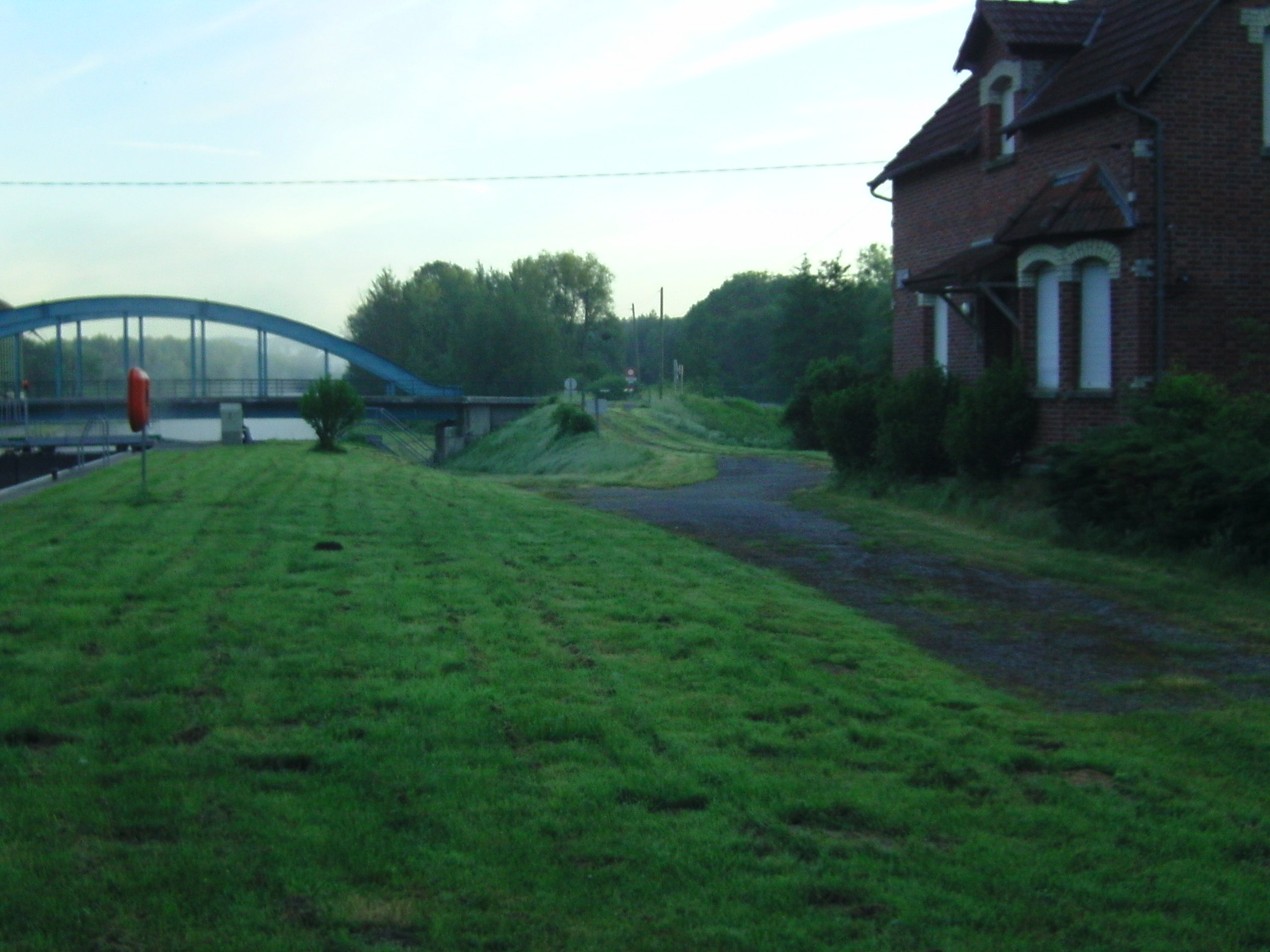
L'écluse et le Café de la Marine (à droite).

La deuxième partie du film a été tournée à Chavignon dans l'Aisne qui est rebaptisé Vernisy dans le film. L'écluse de Chavignon, située à l'est du village, fait partie du canal de l'Oise à l'Aisne, ce qui représente un itinéraire logique de Rotterdam à la Méditerranée. Le bureau de poste est mentionné à 2 km dans le film ce qui correspond à la distance du bourg de Chavignon depuis l'écluse en passant par le hameau des Bruyères. Aujourd'hui, l'endroit n'a que très peu changé (voir photos), et le pont situé quelques mètres après l'écluse faisait autrefois partie de la RN 2, qui a depuis été déviée. Il n'est cependant pas sûr que ce lieu de tournage soit unique pour ce qui est censé se passer au même endroit (le village de Vernisy).

#### Autres lieux
Le film a été tourné dans les départements de :
- l'Aisne :
  - à Chavignon ;
- la Marne :
  - à Cumières
- la Calvados :
  - à Deauville ;
- en Seine-Saint-Denis :
  - dans les studios Éclair à Épinay-sur-Seine ;
- le Val-d'Oise ;
  - à Saint-Prix (ancienne mairie qui figure la poste de Vernisy).

## Accueil

### Accueil critique
Le Baron de l'écluse reçoit de plutôt bonnes critiques de la part de la presse, saluant le jeu d'acteur et les dialogues au détriment du scénario.

### Box-office
Lors de sa sortie, le film a rassemblé 3 160 233 spectateurs en France.

## Postérité
Le 27 août 2018, une campagne de financement participatif est lancée sur la plateforme Celluloid Angels afin de compléter le financement de sa restauration en ultra-haute définition. Le film est finalement sorti en DVD/Blu ray dans un coffret collector édité par Coin de Mire Cinéma.

## Quelques répliques notables du film
- « Quand la récréation est terminée mieux vaut rendre ses jouets ».
- « Détrousser les petits épargnants est le fait d’adolescents crapuleux ou de ministres chevronnés ».
- « — Je me demande s’ils sont mariés ?
— Oh ben sûrement sans ça pourquoi voudrais-tu qu’ils s’engueulent ».
- « Avec toi, on prend toujours des allers simples et des retours compliqués ».
- « — Vous avez de bien jolies mains, Madame. 
— Les travaux ne les arrangent pas. 
— Ils les anoblissent ».
- « C'est pas parce que le Suez est coté en bourse que ce n'est pas un canal ».
- « Si la franchise était la condition sine qua non du mariage, le monde serait peuplé de vieilles filles ».
- « Si seulement j'étais une femme au lieu d'être une Anglaise, je vous épouserais ».